# Veš muňka
Veš muňka (Pthirus pubis, lidově filcka) je bezkřídlý druh hmyzu. Žije v ochlupení genitálií a řitní oblasti, podpaží, vousech, ale i někdy v obočí. Přenáší se zejména pohlavním stykem, sdílením prádla atd. Má oválné, krátké široké tělo a malou hlavu. Samičky žijí asi 3 až 4 týdny, přitom snesou okolo 30 vajíček (hnid), ze kterých se za týden vylíhnou larvy. Za další dva týdny se z larev stanou dospělci.
Přenáší nemoc zvanou pediculosis pubis. Mezi její symptomy patří krev ve spodním prádle, hnis, strupy, ekzémy. V posledních letech dochází v euroamerické oblasti k snižování výskytu tohoto druhu vši, což je spojováno s rostoucí oblibou vyholování stydké oblasti a podpaží.